# Med lust och fägring stor
Med lust och fägring stor är ett album med kristna sånger från 1998 av Göteborgs Gosskör.

## Låtlista
1. Nu grönskar det
2. Visa vid midsommartid
3. I denna ljuva sommartid
4. Uti vår hage
5. Om sommaren den sköna
6. Calle Schewens vals
7. Kullerullvisan
8. Sommarsången
9. Sjösala vals
10. All världen nu sig gläder
11. Jag vet en dejlig rosa
12. Kristallen den fina
13. Kosterflickornas sång
14. Och jungfrun hon går i ringen
15. Solen glimmar
16. Idas sommarvisa
17. Glädjens blomster
18. Sommarpsalm
19. Sverige
20. I furuskogen
21. Ack värmeland du sköna
22. Den blomstertid nu kommer
23. Kung Liljekonvalje
24. Dagen är nära

## Medverkande
- Göteborgs Gosskör — sång
- Fredrik Sixten — dirigent
- Stefan Ljungqvist — solist
- Henrik Mossberg — piano
- Fredrik Bergman - bas
- Lill-Magnus - dragspel